# Interleukin 17F
Interleukin 17F (IL-17F) je cytokin patřící do rodiny IL-17 cytokinů. Tento cytokin byl objeven jako poslední z této rodiny v roce 2001. IL-17F sdílí významnou sekvenční homologii s dalším členem rodiny IL-17 IL-17A, funkčně se proto tyto dva cytokiny prolínají. Jedná se o prozánětlivý cytokin s významnou rolí v udržování slizniční integrity a obraně proti extracelulárním mikroorganismům. Role IL-17F byla potvrzena i u některých autoimunitních onemocnění jako je psoriáza, idiopatické střevní záněty nebo revmatoidní artritida.

## Rodina IL-17
Rodina IL-17 má šest členů IL-17A, B, C, D, E a F. Mezi IL-17A a IL-17F je největší sekvenční homologie. Geny pro tyto cytokiny zároveň leží v těsné blízkosti na jednom chromozomu. Důsledkem toho je častá společná produkce těchto dvou cytokinů imunitními buňkami a jejich podobná funkce.

## Struktura a signalizace
IL-17F je tvořen sekvencí 163 aminokyselin. Funkční je ve formě dimeru. Může tvořit homodimery IL-17F/IL-17F, ale i heterodimery IL-17F/IL-17A. Tvorba dimerů je umožněna existencí cysteinových zbytků, které mohou tvořit intermolekulární disulfidické můstky.
Homodimery i heterodimery IL-17F signalizují prostřednictvím rodiny receptorů pro IL-17 (IL-17R). Do této rodiny spadá několik receptorů, které mohou tvořit homodimery i heterodimery. Vazbu IL-17F a přenos signálu do buňky zajišťují heterodimery IL-17RA/IL-17RC a homodimery IL-17RC/IL-17RC. V porovnání s IL-17A je afinita IL-17RA k IL-17F výrazně nižší, zatímco IL-17RC váže oba cytokiny se stejnou afinitou. IL-17RA a IL-17RC mají také odlišnou tkáňovou distribuci. IL-17RA je exprimován všemi buněčnými typy, zatímco exprese IL-17RC je specifická pro buňky nehematopoetického původu, například fibroblasty, epiteliální buňky, buňky endotelu a adipocyty.
Receptory rodiny IL-17R obsahují v intracelulární části takzvanou SEFIR doménu. Stejnou doménu obsahuje i struktura adaptoru Act1, který se na IL-17R přes tuto doménu váže. Act1 rekrutuje další adaptorovou molekulu TRAF6, která se podílí na aktivaci následných signálních drah. IL-17F spouští NF-kB signalizaci a signalizaci přes MAP kinázy. Tyto signalizační kaskády aktivují v závislosti na konkrétní situaci expresi genů pro prozánětlivé cytokiny, chemokiny, faktory granulopoézy a antimikrobiální peptidy.

## Funkce a klinický význam
Hlavním zdrojem IL-17F jsou pomocné T lymfocyty produkující IL-17 (Th17 lymfocyty). Dalšími buněčnými typy produkující IL-17F jsou γδ T lymfocyty, cytotoxické T lymfocyty a další buňky adaptivní i vrozené imunity. Diferenciace Th17 lymfocytů je podmíněna působením IL-6 a TGFβ. Aktivace IL-17 produkujících buněk a stimulace k produkci tohoto cytokinu je zprostředkována zejména působením IL-23. Konkrétní funkce IL-17F je závislá na produkující buňce, cytokinovém prostředí i kontextu tkáně.
IL-17F je považován za prozánětlivý cytokin. Působí na různé buněčné typy a indukuje produkci dalších prozánětlivých cytokinů (IL-1β, IL-6), růstových faktorů (G-CSF), antimikrobiálních peptidů (S100A7, S100A8, S100A9) a chemokinů (CXCL1). Přestože funkce IL-17F do velké míry napodobuje funkci IL-17A, jeho aktivita je oproti IL-17A slabší. Další rozdíl mezi působením těchto dvou cytokinů je fakt, že produkce IL-17A je indukována krátce po rozvoji infekce a je tedy zásadní v prvních fázích imunitní reakce, zatímco produkce IL-17F v průběhu reakce postupně narůstá a funguje hlavně v pozdějších fázích. To může vysvětlit fakt, že duální inhibitory IL-17A i IL-17F jsou účinnější při resoluci některých onemocnění v porovnání s inhibitory IL-17A samostatně. K účinné indukci produkce prozánětlivých cytokinů dochází při synergickém působení IL-17F s jinými cytokiny jako je například IL-22, IL-23 nebo TNFα. Role IL-17F je zásadní hlavně na mukózních bariérách při obraně proti infekcím extracelulárními bakteriemi a kvasinkami. 
IL-17F je součástí i několika imunitně podmíněných lidských chorob. Takovými chorobami jsou idiopatické střevní záněty jako je Crohnova choroba a ulcerózní kolitida. IL-17A hraje v těchto chorobách protektivní roli. Společně s IL-22 se podílí na udržování integrity střevního epitelu. Naopak studie zabývající se rolí IL-17F naznačují, že IL-17F působí patogenně a jeho inhibice má pozitivní účinky na projevy těchto chorob. Nicméně, souhra IL-17A a IL-17F a přesný mechanismus a efekt jejich působení je zatím neznámý.
Dále se IL-17F podílí na neutrofilním astmatu, což je závažný podtyp astmatu charakterizovaný infiltrací neutrofilů do dolních cest dýchacích. Zvýšená exprese IL-17F byla pozorována v subepiteliální vrstvě u pacientů s astmatem. Míra exprese IL-17F zároveň koreluje se závažností astmatu.  Nadprodukce IL-17F vede k infiltraci neutrofilů, lymfocytů a makrofágů do epiteliální vrstvy a zvýšení produkce hlenu.
Účast IL-17F byla potvrzena i v dalších chorobách zprostředkovaných nadměrnou reaktivitou IL-17 odpovědi. Například u pacientů s psoriázou a psoriatickou artritidou byla naměřena zvýšená hladina IL-17F v kožních lézích, krevním séru nebo synoviální tekutině. Nadměrná produkce IL-17 cytokinů způsobuje nadměrnou proliferaci a narušenou diferenciaci keratinocytů v kůži.  Inhibice signalizace IL-17A a IL-17F pomocí duálního inhibitoru bimekizumabu je efektivní při léčbě psoriázy a psoriatické artritidy.
IL-17F hraje pravděpodobně roli i v patogenezi roztroušené sklerózy. U experimentální autoimunitní encefalomyelitidy, což je myší model roztroušené sklerózy, byly naměřeny zvýšené hodnoty IL-17F v aktivních mozkových lézích. Jedna z publikací také naznačuje zvýšení exprese mRNA pro IL-17F u pacientů s roztroušenou sklerózou. 
IL-17F je spojovaný i se zánětem nízkého stupně v tukové tkáni, který se rozvíjí v důsledku obezity. Zvýšení produkce IL-17F u obézních jedinců může představovat zvýšení rizika kardiovaskulárních chorob. 
Nejnovější publikace ukazují i na efekt IL-17F na tumorigenezi. V závislosti na konkrétním typu nádoru může mít IL-17F pro i protinádorové působení.